# Джанлар (Красноперекопский район)
Джанла́р (укр. Джанлар, крымскотат. Cañılar, Джанъылар) — исчезнувшее село в Красноперекопском районе Республики Крым, располагавшееся на востоке района, сейчас, примерно, южная окраина современного села Магазинка.

## История
Первое документальное упоминание села встречается в Камеральном Описании Крыма… 1784 года, судя по которому, в последний период Крымского ханства Джанглар входил в Кырп Баул кадылык Перекопского каймаканства.
После присоединения Крыма к России (8) 19 апреля 1783 года, (8) 19 февраля 1784 года, именным указом Екатерины II сенату, на территории бывшего Крымского Ханства была образована Таврическая область и деревня была приписана к Перекопскому уезду. После Павловских реформ, с 1796 по 1802 год, входила в Перекопский уезд Новороссийской губернии. По новому административному делению, после создания 8 (20) октября 1802 года Таврической губернии, Джанлар был включён в состав Бустерчинской волости Перекопского уезда.
По Ведомости о всех селениях, в Перекопском уезде состоящих… от 21 октября 1805 в деревне Джанлар, во владении поручика Ивана Каракаша, числилось 10 дворов и 75 крымских татар. На военно-топографической карте генерал-майора Мухина 1817 года деревня Янгилар обозначена пустующей, а, согласно «Ведомости о казённых волостях Таврической губернии 1829 года», деревня Джанлар, уже как жилая, была передана в состав Ишуньской волости (переименованной из Бустерчинской) и на карте 1836 года в деревне 16 дворов, а на карте 1842 года обозначена условным знаком «малая деревня», то есть, менее 5 дворов.
В 1860-х годах, земской реформы Александра II, деревню приписали к Ишуньской волости того же уезда. На карте 1865—1876 года в деревне Джанлар 1 двор, а, согласно «Памятной книжке Таврической губернии за 1867 год», деревня была покинута жителями в 1860—1864 годах, в результате эмиграции крымских татар, особенно массовой после Крымской войны 1853—1856 годов, в Турцию и заселена болгаро-греками, как колония Ново-Николаевка, также и в «Описании Таврической епархии» 1872 года М.Родионова утверждается, что Новониколаевка была основана на месте Джанлара. Но реальная Ново-Николаевка расположена в 7 километрах и высказывались предположения, что имелась в виду Новоивановка. В «Памятной книге Таврической губернии 1889 года» по результатам Х ревизии 1887 года записана Джанлар, с 3 дворами и 17 жителями.
После земской реформы 1890 года Джанлар отнесли к Воинской волости. Согласно «…Памятной книжке Таврической губернии на 1892 год», в деревне Джанлар, составлявшей Джанларское сельское общество, было 10 жителей, домохозяйств не имеющих. В дальнейшем в доступных источниках не встречается.